# 貝形圓孢側耳
貝形圓孢側耳分布於北半球，屬口蘑科一種，色通常為白色。另外，該種野菇也是木棲腐生的中小型菇類。此物種曾經認為可食用，但後來發現有毒。